# Universidad de Míchigan Oriental
La Universidad de Míchigan Oriental (Eastern Michigan University en idioma inglés) es una universidad pública coeducacional localizada en Ypsilanti (Míchigan), Estados Unidos. Ypsilanti se encuentra a 35 millas (56 km) al oeste de la ciudad industrial de Detroit y a ocho millas (13 km) al este de la ciudad de Ann Arbor. La universidad fue fundada en 1849 como Michigan State Normal School. La Universidad de Míchigan Oriental es la mayor productora de profesores de nivel primario y secundario en el estado de Míchigan y fue la mayor productora de profesores de primaria y secundaria en todos los Estados Unidos en 2007. Ahora, la Universidad es gobernada por una delagacion de ocho miembros, quienes son elegidos por el Gobernador del estado de Míchigan.

## Historia
La universidad fue fundada en 1849 y abrió sus puertas en 1853 como la Michigan State Normal School. La Michigan State Normal School fue la primera en su clase en Míchigan y la primera normal school (escuela normal) creada en las afueras de las 13 colonias originales. Adonijah Welch fue el primer rector de La Michigan State Normal School. En el estado de Míchigan se fue creado un sistema educacional estatal que se asemeja al de la Alemania . Las escuelas normales (normal schools) fueron creadas con el propósito de educar y entrenar futuros profesores para el nivel de educación primaria y secundaria. En 1899, la escuela normal se convirtió en el Michigan State Normal College. El Normal College empezó el siglo 20th como el principal centro de preparación para profesores de nivel primaria y secundaria en el estado de Míchigan y el primer centro de entrenamiento de este tipo en los Estados Unidos de América. Después de la Segunda Guerra Mundial, el Colegio Normal se convirtió en Eastern Michigan College en 1956.
En 1959 obtuvo el título de Eastern Michigan University (Universidad de Míchigan Oriental).

## Centros docentes
Actualmente, la universidad está compuesta de cinco facultades y escuelas:
- Facultad de Artes y Ciencias
- Facultad de Negocios
- Facultad de Educación
- Facultad de Salubridad y Servicios Humanos
- Facultad de Tecnología
- Facultad de Honores
- Escuela de Postgrado

La facultad de negocios está afiliada y acreditada por la AACSB (The Association to Advance Collegiate Schools of Business).
La facultad de educación está destacado nacionalmente y está acreditada por la NCATE (The national Council for Accreditation of Teacher Education). Adicionalmente la facultad de Educación es reconocida como una de las mayores productoras de profesores a nivel primario y secundario en los Estados Unidos, además cuenta con muchos premios y reconocimientos a nivel nacional con numerosas afiliaciones profesionales.

## Afiliaciones
La Universidad de Míchigan Oriental cuenta con las siguientes acreditaciones, afiliaciones y reconocimientos profesionales:
- Association to Advance Collegiate Schools of Business (AACSB)
- American Psychological Association (APA)
- Commission on Collegiate Nursing Education (CCNE)
- National Council for Accreditation of Teacher Education (NCATE)
- Commission on Accreditation for Dietetics Education
- Accreditation Council for Occupational Therapy Education
- National Accrediting Agency for Clinical Laboratory Sciences
- Commission on Accreditation of Athletic Training Education
- National Commission on Orthotic and Prosthetic Education
- Council on Social Work Education
- American Council on the Teaching of Foreign Languages (ACTFL)
- American Speech-Language-Hearing Association (ASHA)
- Council for Exceptional Children (CEC)
- Council on Accreditation of Counseling-Related Educational Programs (CACREP)
- Council on Education of the Deaf (CED)
- Educational Leadership Constituent Council (ELCC)
- International Reading Association (IRA)
- International Society for Technology in Education (ISTE)
- International Technology Education Association (ITEA)
- National Association for the Education of Young Children (NAEYC)
- National Association of Schools of Music (NASM)
- National Council of Teachers of English (NCTE)
- National Council of Teacher of Mathematics (NCTM)
- National Middle School Association (NMSA)
- National Science Teachers Association (NSTA)
- Teaching English to Speakers of Other Languages (TESOL)

## Campus
La Universidad se encuentra físicamente compuesta de un plantel académico y atlético que se extiende por alrededor de 800 acres (3.2 km²), con un número sobre los 120 edificaciones. El número de estudiantes que atienden Eastern Michigan University es de alrededor de 23,000.

## Deportes
La Universidad participa en la conferencia Mid-American y fue re-acreditada por la asociación regional North Central en 2001. Desde 1991 el cuerpo atlético de la universidad se ha cambiado a su nuevo nombre de los "Eagles" (Águilas).